# 山中元孝
山中 元孝（やまなか もとたか）は、戦国時代の武将。毛利氏の家臣。

## 生涯
出自は不明だが、毛利元就に仕える。ただし、後述の連署起請文において他の毛利氏重臣と並んで署名していることから、それなりに地位にいたことが窺われる。
享禄5年（1532年）7月13日の毛利氏家臣団32名が互いの利害調整を元就に要請した連署起請文では6番目に「山中山城守元孝」と署名している。ただし、この起請文において元孝、北就勝、佐々部祐賢の3人は署名はあっても花押は記されていない。
それ以外の動向や没年等は不明。